# 奧爾洛夫區

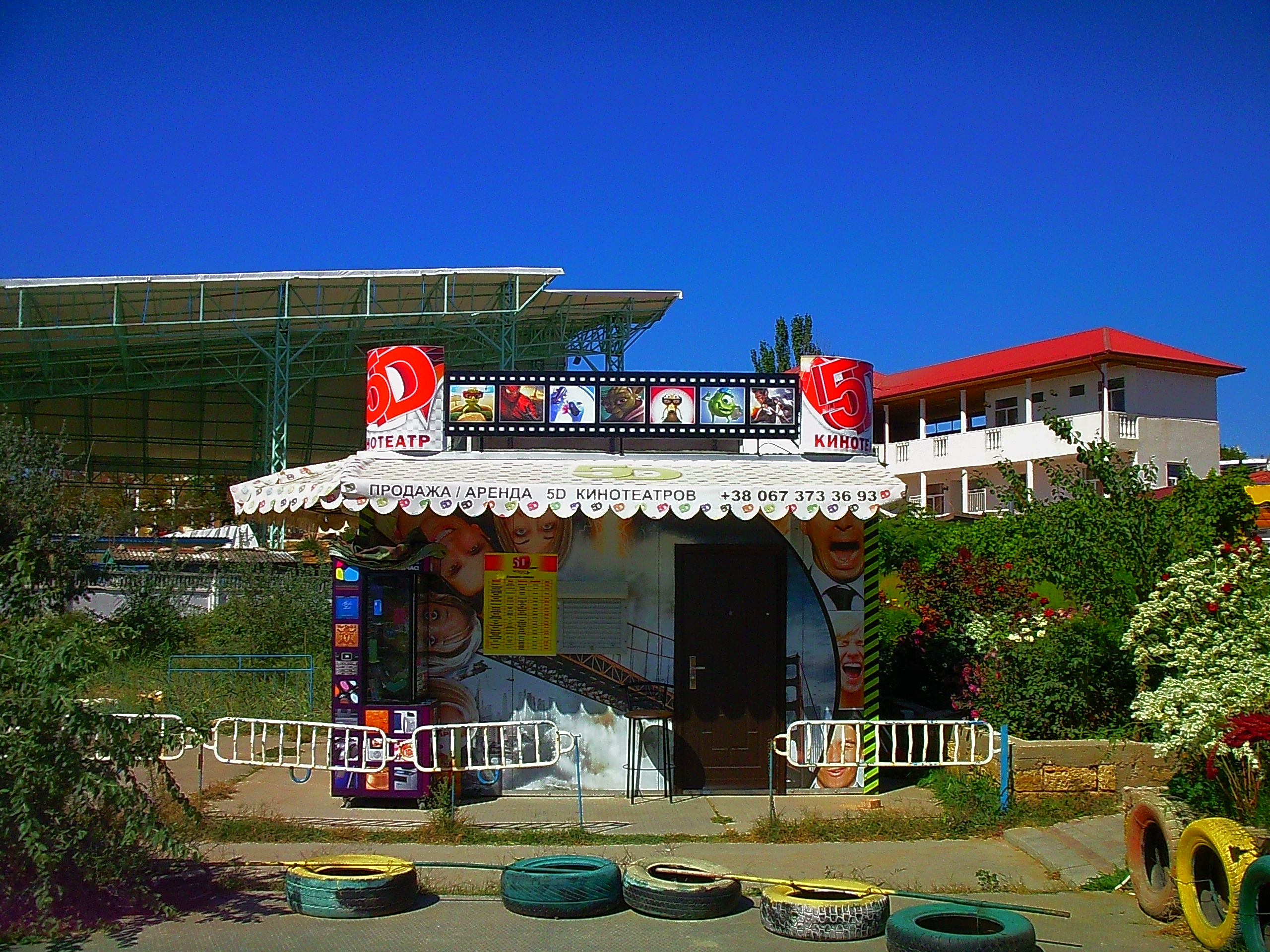

58°32′N 48°53′E / 58.533°N 48.883°E
奧爾洛夫區（俄语：Орловский район），是俄羅斯的一個區，位於該國西部，由基洛夫州負責管轄，面積1,989平方公里，2010年該區人口12,934，人口密度每平方公里6.5人。